# ایزاک ورسا
ایزاک ورسا (انگلیسی: Isaac Vorsah؛ زادهٔ ۲۱ ژوئن ۱۹۸۸) یک بازیکن فوتبال اهل غنا است.
وی همچنین در تیم ملی فوتبال غنا بازی کرده‌است.